# Catedral de Cahors
La catedral de Saint-Étienne de Cahors es un edificio románico construido entre 1080 y 1135. Se trata de uno de los primeros y de los más grandes edificios franceses en tener una cúpula sobre pechinas.
La catedral de Cahors forma parte de los bienes inscritos en el Caminos de Santiago en Francia, declarados Patrimonio de la Humanidad por la Unesco en 1998 con el código 868-051.

## Descripción
Fue construida durante el siglo XI por el obispo Géraud de Cardaillac, sobre el lugar donde se encontraba antes un templo del siglo VII realizado por san Desiderio de Cahors. Se pudo edificar gracias a la generosidad de Dagoberto y del mismo Géraud. Fue consagrada por el Papa Calixto II el 10 de septiembre de 1119 y concluida hacia el año 1135.
La fachada -que fue rectificada entre 1316 y 1324 por Guillaume de Labroue, primo de Juan XII- da una impresión de pesadez, parecida a la muralla de un castillo; el nártex tiene por encima un campanario encuadrado por dos torres con seis aperturas estrechas, un portal de triple arquivolta y encima una galería y un rosetón.
El interior sorprende por la ausencia de transepto. Tiene la cúpula a sudoeste. Con una fachada fortificada románica, cuyo portal fue realizado entre 1140 y 1150 y que forma un cuerpo saliente en la fachada norte.

## La nave
Bien iluminada, la nave se extiende por 20 metros de ancho y 44 de largo. Dos cúpulas sobre pechinas, de estilo bizantino, que culminan a 32 metros de altura, descansan sobre seis pilares. Sólo la Iglesia de Santa Sofía de Constantinopla sobrepasa la amplitud de la nave de esta catedral.
Una de las cúpulas está decorada con frescos del siglo XVI, que representan la lapidación de san Esteban y ocho profetas montados cada uno sobre un animal, a la manera de los dioses griegos o hindúes. Además de este fresco, numerosas pinturas medievales están colocadas sobre los muros del edificio.

## El ábside
Es de estilo gótico realizado sobre uno anterior románico. Tiene ocho columnas con capiteles esculpidos. Está compuesto por tres absidiolas pequeñas decoradas también con esculturas. El conjunto forma una bella armonía de colores donde el blanco de la nave contrasta con el colorido de las pinturas y de los vitrales del coro.
En la iglesia se encuentran varios sepulcros entre los cuales está el del beato Alain de Solminihac y, en la capilla de la cabecera, una preciosa reliquia, la Santa Cofia que habría usado Jesús y que habría traído Géraud de Cardaillac, obispo de Cahors, a su regreso de un viaje a Tierra Santa hacia 1113.

## El portal
Esculpido en 1135, fue trasladado en el siglo XIII a la fachada norte. Ese portal con arquivoltas está encabezado por un tímpano cuyas esculturas -que recuerdan las de Moissac-, son de un estilo transitorio entre el románico y el gótico. El tema es la ascensión triunfal de Cristo. Jesús, de pie, con la mano derecha levantada en gesto de bendecir y de despedirse y una Biblia en la mano izquierda; está rodeado por una mandorla que subraya el movimiento ascensional. A cada lado de Cristo, dos ángeles parecen explicar el milagro a los apóstoles, que se encuentran situados en la base del tímpano, dentro de unos arcos tribolobulados alrededor de la Virgen. 

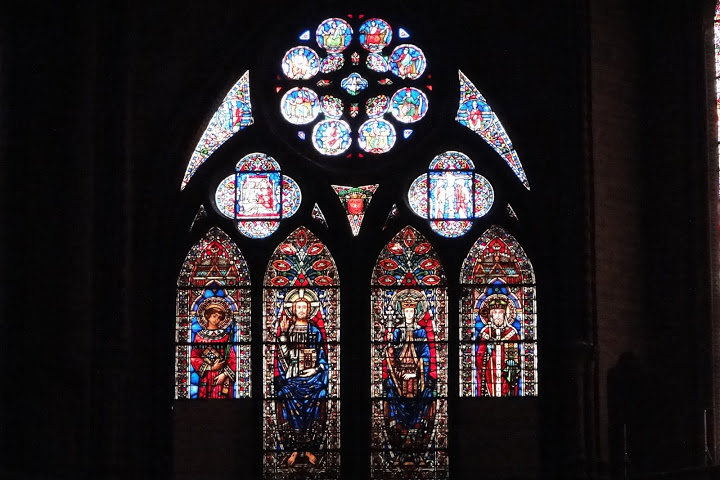
Vidriera

A la izquierda, un personaje aislado cuya actitud y vestido diferente del de los apóstoles, representa probablemente al escultor, quien de esa forma, firma su obra.
A cada lago de los ángeles, está la representación de la historia de san Esteban, patrono de la catedral, tal como figura en los Hechos de los Apóstoles. Arriba de la mandorla, cuatro ángeles acompañan a Cristo en su ascensión.
La arquivolta está adornada con personajes muy delgados, alargados y encarados los unos con los otros. Ilustran escenas de caza, el combate de los vicios y de las virtudes.

## El claustro

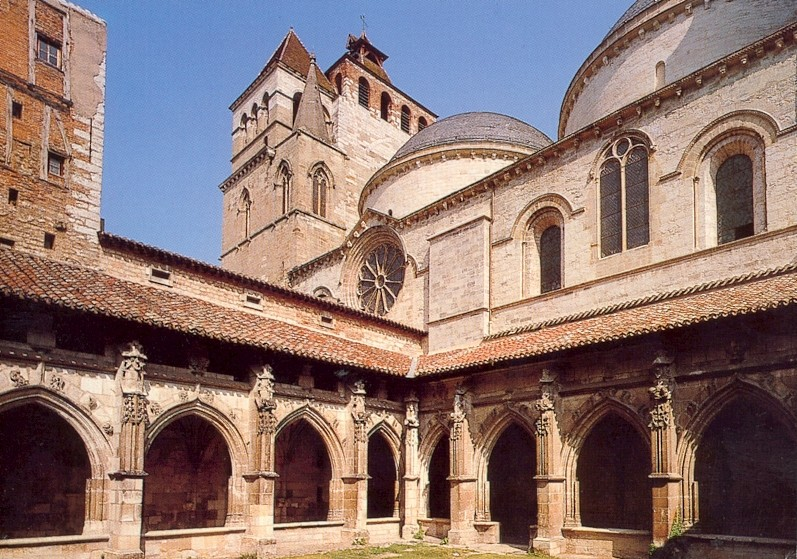
El claustro de la catedral Saint-Étienne de Cahors.

Una puerta, a la derecha del coro, permite acceder al claustro gótico flamígero que fue edificado en 1504 por el obispo Antoine de Luzech. Las esculturas profanas representando a bebedores, músicos, un arquitecto en su trabajo, quizá han sido copiadas de las de Cadouin.
Se puede ver sobre una piedra cuadrada disputar dos peregrinos, uno de los cuales tiene una concha.
Al noroeste, hay una pequeña imagen de la Virgen bajo su dosel de conchas, es una de las raras representaciones religiosas que han sido salvadas por los protestantes.
En el lado oeste, está la capilla de Saint Gauber, cuya bóveda está adornada con pinturas del Renacimiento italiano y los muros, con frescos del siglo XV que representan el infierno y el juicio final, aquí está el museo de arte religioso con la exposición de los ornamentos sacerdotales y los retratos de 93 obispos de Cahors.